# Porifera
Porifera (do latim porus, poro + ferre, possuir) é um filo do reino Animalia, onde se enquadram os animais conhecidos como esponjas. As esponjas são organismos multicelulares sésseis que apresentam um sistema aquífero de canais e poros que gera correntes de água dirigidas por células flageladas características: os coanócitos.
As esponjas não possuem sistema nervoso, digestório ou circulatório. Em vez disso, a maioria depende de manter um fluxo constante de água através de seus corpos para obter alimentos e oxigênio e remover resíduos. As esponjas foram as primeiras a se ramificar da árvore evolutiva do último ancestral comum de todos os animais, tornando-as o grupo irmão de todos os outros animais. Existem mais de 9 000 espécies modernas de esponjas conhecidas, que podem ser encontradas desde a superfície da água até mais de 8 000 metros de profundidade, e muitas outras são descobertas a cada dia. O registro fóssil data as esponjas desde a era pré-cambriana (ou Pré-Câmbrico), ou Neoproterozoico.

## Embriologia
Os Poríferos, quanto as fases embrionárias, desenvolvem-se somente até a blástula, portanto não formam os folhetos embrionários originados na gastrulação. Por esse motivo deixam de ter organogênese, processo de diferenciação dos três folhetos (ectoderme, mesoderme e endoderme) os quais dão origem aos órgãos internos e tecidos.
Animais sem tecidos definidos se enquadram no Sub-reino Parazoa que possui apenas os filos,  Porifera e Placozoa. Essa separação ocorre justamente pela grande diferença com o Sub-reino adjacente, o Eumetazoa, que tem a presença da fase de gastrulação no seu desenvolvimento embrionário.

## Ecologia
As esponjas modernas são predominantemente marinhas, existindo algumas de água doce.
Seu habitat varia desde a zona costeira até profundidades de mais de 6000 metros. São encontradas no mundo inteiro, desde as águas polares até as regiões tropicais. Não existe representante terrestre conhecido desses animais.
Esponjas adultas são sésseis. No entanto, foi observado que certas esponjas podem se mover, contraindo as células de seu corpo para uma direção, utilizando células chamadas de miócitos. Um maior número de esponjas pode ser encontrado em lugares que oferecem um sedimento firme, como um fundo de rochas. Algumas esponjas são capazes de aderirem a  fundos de sedimentos moles, usando uma base semelhante a uma raiz. Esponjas também costumam viver em águas claras e tranquilas, pois se uma onda ou a ação das correntes levanta o sedimento, os grãos tendem a tapar os poros do animal, diminuindo sua capacidade de se alimentar e sobreviver.
Evidências recentes sugerem que uma nova doença, chamada em inglês de Aplysina Red Band Syndrome (ARBS), está atacando esponjas no Caribe.
Algumas espécies marinhas, concentradas quase totalmente na família Cladorhizidae (com cerca de 90 espécies), mostraram ter hábitos alimentares carnívoros, diferindo da marcante característica de filtradores dos Porifera (as famílias Guitarridae e Esperiopsidae têm, cada, uma espécie carnívora). São, em geral, espécies cavernícolas ou abissais que vivem próximas de fontes hidrotermais, se alimentando de pequenos crustáceos. Seus coanócitos, quando ainda possuem, são sensivelmente menores; caçam utilizando-se de espículas especializadas com características de velcro.

### Simbioses
Nessa mesma família de esponjas (Cladorhizidae) já foi relatada a presença de simbiose com bactérias metanófilas, sendo que as evidências apontam para uma grande parte de sua nutrição proveniente dessa simbiose.
Além da acima mencionada simbiose com bactérias metanotróficas, é conhecida também a simbiose de Porifera com algas Cyanophyta, Chlorophyta, Rhodophyta e Dinoflagellata.

## Importância para os humanos

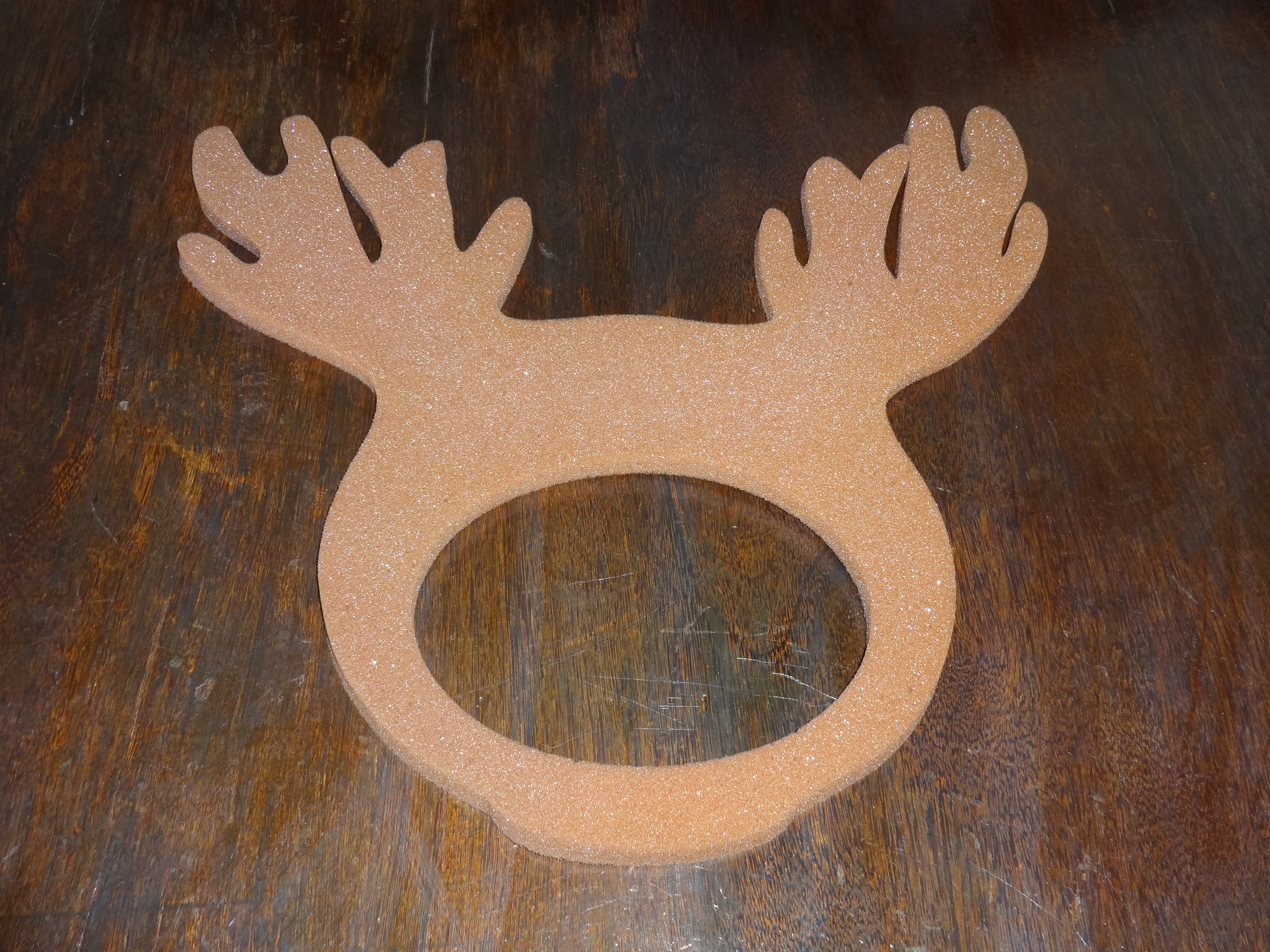
Um exemplar de esponja sintética.

As esponjas comumente utilizadas para atividades domésticas, como lavar pratos ou esponja de banho, eram aquelas pertencentes aos gêneros Spongia e Hippospongia, por exemplo. Apesar de concorrerem com as esponjas artificias, ainda são muito procuradas para esta finalidade. As esponjas desses gêneros possuem esqueletos constituídos apenas por fibras de espongina (tipo de colágeno). Esponjas comercias são derivadas de várias espécies e possuem vários graus de maciez, finas como lã de carneiro próprias para lavar carros.
Esponjas marinhas vêm de peixarias no Mediterrâneo e nas Índias Ocidentais. A produção de esponjas sintéticas tem diminuído muito sua pesca nos últimos anos.[carece de fontes?]
Algumas "esponjas" usadas no banho e na cozinha não vêm do animal marinho, e sim de uma planta do grupo das cucurbitáceas, a Luffa. Produzem toxinas, dentre a qual esta a que permitiu a produção do AZT, antiviral usado no tratamento da AIDS. As arenosclerinas A-C, produzidas pela espécie Arenosclera brasiliensis, são alcalóides de amplo espectro antitumoral. [carece de fontes?]

## Anatomia
A estrutura de uma esponja é simples: tem a forma de um tubo ou saco, muitas vezes ramificado, com a extremidade fechada presa ao substrato. A extremidade aberta é chamada ósculo, e a cavidade interior é a espongiocele. As paredes são perfuradas por buracos microscópicos, chamados óstios, para permitir que a água flua para dentro da espongiocele trazendo oxigênio e alimento.
A parede das esponjas é formada por duas camadas de células, com o interior formado pela matriz extracelular que, neste grupo, se denomina mesênquima.
As esponjas possuem vários tipos de células:
- Pinacócitos, que são as células da pinacoderme (epiderme exterior), são finas e estreitamente ligadas.
- Coanócitos, também chamadas "células de colarinho" porque têm um flagelo rodeado por uma coroa de cílios, revestem o espongiocele e funcionam como uma espécie de sistema digestivo e sistema respiratório combinados, uma vez que os flagelos criam uma corrente que renova a água que as cobre, da qual elas retiram o oxigênio e as partículas de alimento. São muito semelhantes aos protistas coanoflagelados. São cobertos por microvilosidades.
- Porócitos, que são as células tubulares que revestem os poros da parede e podem contrair-se, formando uma espécie de tecido muscular.
- Archaeócitos (amebócitos) que se deslocam no mesênquima, realizando muitas das funções vitais do animal, como a digestão das partículas de alimento, o transporte de nutrientes e a produção de gametas. São células totipotentes, que podem se transformar em esclerócitos, espongiócitos ou colenócitos.
- Esclerócitos  são as células responsáveis pela secreção das espículas de calcário ou sílica, que residem na meso-hilo.
- Espongócitos  são as células responsáveis pela secreção da espongina (fibras semelhantes ao colágeno), que formam o "esqueleto" do animal.
- Miócitos são pinacócitos modificados, que controlam o tamanho do ósculo, a abertura dos poros e, consequentemente, o fluxo de água dentro da esponja.
- As espículas são espinhos de carbonato de cálcio ou sílica, que são usadas para estrutura e defesa.
- O meso-hilo é uma matriz extracelular onde as células se estruturam, semelhante a um tecido conjuntivo (note que não existe tecido verdadeiro em esponjas, as células são relativamente independentes.

As esponjas desenvolvem-se em três padrões básicos:
- asconoide, que é o tipo mais simples - um simples tubo, com um canal central, chamado espongiocele. Muito pequeno e muito raro.

A batida dos coanócitos força a água da espongiocele até os poros, através da parede do corpo da esponja. Os coanócitos estão na parede da espongiocele e filtram os nutrientes da água.
- siconoide são similares aos asconoides. Seu corpo se dobra sobre si mesmo, permitindo o crescimento do animal.

Têm um corpo tubular, com um ósculo simples, mas a parede do corpo é mais complexa do que a dos asconoides e contêm linhas radiais de coanócitos. A água entra por um grande número de "óstia" dermais e então é filtrada nos canais radiais. Então o alimento é capturado pelos coanócitos. Normalmente não formam as grandes e ramificadas colônias que os asconoides fazem. Durante o seu desenvolvimento, elas passam por um estágio em que são semelhantes a asconoides.
- leuconoide, o caso mais complexo, em que a parede se dobra várias vezes, formando um sistema de canais. Esse é o tipo mais comum na natureza. Carecem de espongiocele, tendo, no entanto, câmaras contendo coanócitos.

O "esqueleto" das esponjas pode ser formado por espículas calcárias ou siliciosas, por fibras de espongina ou por placas calcárias. Algumas esponjas, na antiguidade, eram usadas pelos gregos, por serem mais resistentes, para polir ferro e metais. Já outras eram utilizadas pelos romanos para tomar banho ou para tomar vinho. Se banhava a esponja no vinho e espremia na boca.
O sistema digestivo é ausente. A alimentação se faz por meio da difusão intracelular nos coanócitos que fazem fagocitose. São seres filtradores. o sistema circulatório é ausente. Ocorre a difusão de substâncias entre as células.

## Classificação das esponjas
As esponjas são o tipo mais primitivo de animal, classificados por isso no grupo Parazoa, considerado um táxon paralelo ao de todos os outros animais (Eumetazoa), e carecem de várias coisas que os outros animais possuem, como sistema nervoso e locomoção. Contudo, testes recentes de DNA sugerem que seu grupo é a base dos outros grupos de animais. Elas dividem várias características com colônias de protozoários, como o Volvox, embora elas tenham um nível mais alto de especialização celular e interdependência. No entanto, se uma esponja for passada em uma peneira, ela vai se regenerar, e se várias esponjas de espécies diferentes forem colocadas juntas numa peneira, cada espécie vai se recombinar independentemente.
A divisão do filo Porifera em classes é feita com base no tipo de espículas e organização celular que apresentam:
- Classe Calcarea - vernacularmente conhecidas como esponjas calcárias, possuem espículas compactas de carbonato de cálcio (aka.: calcário). Podem ser asconoides, siconoides ou leuconoides;
- Classe Hexactinellida -vernacularmente conhecidas como esponjas-de-vidro, possuem espículas de sílica, muito raras. Podem ser siconoides ou leuconoides;
- Classe Demospongiae - "esqueleto" de fibras de espongina com ou sem espículas de sílica. Somente leuconoides;
- Classe Homoscleromorpha - recém desmembrado dos demospongiae. Apresentam uma membrana basal epitelial (ausente nas outras esponjas) e pinacoderme ciliada. Todos leuconoides.

Alguns taxonomistas sugeriam a criação de uma outra classe, Sclerospongiae, de esponjas coralíneas, mas o consenso atual é de que as esponjas coralíneas surgiram em várias épocas e não são muito proximamente aparentadas. Um outro grupo também foi proposto: Archaeocyatha. Esses animais tinham uma classificação vaga, mas agora o consenso é de que eles são um tipo de esponjas.
Os Archaeocyatha devem pertencer a esse grupo, embora seus esqueletos sejam mais duros. Foi sugerido que as esponjas deveriam formar um grupo parafilético com relação aos outros animais. Por outro lado, elas são postas no seu próprio sub-reino, o Parazoa. Fósseis similares, conhecidos como Chancelloria não são vistos como esponjas.
Uma hipótese filogenética, baseada em exames de DNA, sugeriu que o filo Porifera é na verdade parafilético, e seus membros deveriam ser divididos em dois novos filos, o Calcarea (calcinea, calcaronea) e o Silicarea (hexactinellida, demospongiae, homoscleromorpha).
Conhecem-se ainda fósseis de organismos com características de esponjas, mas diferentes das actuais, que foram agrupados na classe Sclerospongiae. No entanto, com a descoberta de espécies vivas de alguns destes grupos, concluiu-se que esta classe não é válida. São os seguintes os nomes atribuídos a estes organismos (que nem sempre são equivalentes a taxa:
- Quetetídeos eram grandes construtores de recifes formados por tubos calcários, mas recentemente descobriu-se uma espécie viva, Acanthochaetetes wellsi, que possui espículas siliciosas, mas também tecidos que demonstram que faz parte das Demospongiae;
- Esfinctozoários tinham uma estrutura parecida com os quetetídeos, mas possuíam espículas calcárias; recentemente descobriu-se uma espécie viva, Vaceletia crypta, incluída neste grupo, mas sem espículas e com características que sugerem que provavelmente possa ser incluída nas Demospongiae;
- Estromatoporoides cresciam segregando folhas calcárias sobrepostas; algumas Demospongiae actuais apresentam um crescimento semelhante, sugerindo que os fósseis assim classificados sejam da mesma classe;
- Receptaculida construíam um "esqueleto" calcário em espiral, mais parecido com algumas algas verdes coralinas atuais da classe Dasycladales (provavelmente não são esponjas).

## Chave para as classes de Porifera
Ao microscópio observar um pequeno fragmento da esponja. Siga a tabela abaixo:
- Somente rede de espongina: Classe Demospongiae;
- Membrana basal epitelial: Classe Homoscleromorpha;
- Rede de espongina e espículas: Classe Demospongiae (Neste caso tem-se certeza de que as espículas são de sílica);
- Somente espículas: Pode ser Classe Calcarea ou Demospongiae. Para ter certeza pingar duas gotas de ácido clorídrico (HCl). Se borbulhar é de calcário, portanto da Classe Calcarea. Se não ocorrer nada é da classe Demospongiae.

Para se saber o formato das espículas, pingar Água sanitária e deixar agir por alguns minutos. Assim toda a parte orgânica irá dissolver, sobrando somente as espículas.

## Reprodução
As esponjas podem reproduzir-se de dois modos sexuadamente ou assexuadamente, conforme as condições ambientais. Quanto a reprodução sexuada a maior parte das esponjas é monoica, porém observa-se espécies dioicas.
Em relação a reprodução assexuada, as esponjas apresentam um alto grau de regeneração, podem se reproduzir pelo processo de brotamento externo ou interno, regeneração ou gemulação/gemação (exclusivo das esponjas de água doce), por meio de um broto que formará uma nova esponja adulta. Uma esponja produzida de forma assexuada tem exatamente o mesmo material genético de seu genitor.

### Reprodução sexuada
A maior parte das esponjas é hermafrodita. Os gametas são formados em células chamadas gonócitos, que são derivadas dos amebócitos. Os espermatozoides saem da esponja pelo ósculo e penetram em outra esponja pelos poros, junto com a corrente de água. São captados pelos coanócitos e transferidos até os óvulos, que ficam no Meso-hilo, e promovem a fecundação. A maioria das esponjas é vivípara, depois da fertilização o zigoto é retido e recebe nutrientes da esponja parental até que uma larva flagelada seja liberada, que nada até se fixar em um substrato e dar origem a um novo indivíduo.

### Reprodução assexuada
- Brotamento ou gemiparidade: o broto formado por amebócitos surge no corpo da esponja , podendo soltar-se e dar origem a um novo indivíduo ou permanecer preso, formando colônias.
- Fragmentação: pequenos fragmentos de uma esponja podem dar origem a novos indivíduos, pois as esponjas possuem um grande poder de regeneração.
- Gemulação: ocorre em espécies de água doce. Formam-se gêmulas, estruturas de resistência que se formam no interior do corpo da esponja. São compostas por células indiferenciadas e protegidas por um envoltório rígido.

## Locomoção
As esponjas são capazes de rastejar, mudar de direção enquanto se movem, e até mesmo viajam em terrenos inclinados pelo fundo do mar. Ao se mover, elas produzem rastros. As trilhas são feitas de espículas, ou espinhos, que a esponja pode fazer crescer. Três espécies de esponjas, Geodia parva, Geodia hentscheli e Stelletta rhaphidophora, foram encontradas fazendo rastros em Langseth Ridge, tornando-se o lugar mais ao norte em que as esponjas já foram encontradas.

## História geológica
Apesar de não serem tão abundantes, há registros tanto no "velho" como no "novo mundo".
O registro fóssil de esponjas não é muito abundante, exceto em umas poucas localidades. Alguns fósseis de esponjas são encontrados no mundo todo, enquanto outros têm uma distribuição mais restrita a certas áreas. Alguns fósseis de esponjas, como a Hydnoceras e a Prismodictya, do período Devoniano, são encontrados no estado de Nova York. Nos Alpes europeus existem alguns fósseis bem preservados do período Jurássico. Na Inglaterra e na França existem alguns fósseis do Cretáceo. Uma esponja bem antiga, do período Cambriano, é a Vauxia.
Existem fósseis com 1 cm e outros com mais de 1 m. Variam muito em formato, mas as mais comuns são em forma de vaso (como as Ventriculites), em forma de esfera (como as Porosphaera), de píres (Astraeospongiae), folha (Elasmostoma), galhos (Doryderma), irregulares etc.
Embora 90% das esponjas atuais sejam de dermosponjas, os registros fósseis desse tipo são menos comuns que os de outros tipos, pois seus esqueletos são compostos de uma espongina relativamente frágil, que não se fossiliza muito bem.